# Alchemilla oxysepala
Alchemilla oxysepala es una especie de planta del género Alchemilla, perteneciente a la familia Rosaceae.

## Taxonomía
Alchemilla oxysepala fue descrita por Serguéi Yuzepchuk en 1938.

## Distribución
Se encuentra en el territorio del Cáucaso septentrional, Transcaucasia y Turquía.